# Asterias rubens
La estrella de mar común (Asterias rubens) es una especie de equinodermo asteroideo de la familia Asteriidae. Es la estrella de mar más frecuente en el nordeste del Atlántico.

## Descripción
La estrella de mar común cuenta con cinco brazos terminados en punta y cubiertos de espinas calcáreas, dispuestas en filas o de forma dispersa. Suele medir entre 10 y 30 cm de diámetro, aunque algunos ejemplares pueden alcanzar los 50 cm. Puede llegar a vivir hasta 10 años. 
Generalmente presenta un color anaranjado o marrón. La estrella de mar común suele encontrarse en sustratos rocosos o de grava, costas rocosas y debajo de estas, es su mayoría en grandes grupos.
Suele alimentarse de moluscos, aunque también puede alimentarse de animales marinos.

## Distribución
Esta especie está presente en todos los mares europeos, desde Noruega hasta Senegal, excepto el Mar Mediterráneo. Vive en zonas costeras a profundidades de hasta 200 metros, tanto en aguas frías como tropicales.